# Ján Markoš
Ján Markoš est un joueur d'échecs slovaque né le 2 juillet 1985 à Banská Bystrica.
Au 1er février 2018, il est le premier joueur slovaque avec un classement Elo de 2 562 points.

## Biographie et carrière
Grand maître international depuis 2007, Markoš a remporté le championnat de Slovaquie à trois reprises : en 2000 à quinze ans, puis en 2011 et 2012.

## Compétitions par équipe
Ján Markoš a représenté la Slovaquie lors des championnats d'Europe par équipe de 2001 (la Slovaquie finit septième) et 2017, ainsi que de six olympiades : en 2000, 2002 (la Slovaquie finit huitième de l'olympiade en 2002), 2006, 2008, 2010 et 2014.
Il a participé à six coupes d'Europe des clubs, remportant la médaille de bronze par équipe en 2011 avec l'équipe du club  Nový Bor (République tchèque).

## Publication
- (en) Jan Markos, Beat the King's Indian Defence (KID) !, Quality Chess, 2008, 191 p. (ISBN 978-1-906552-15-2)